# ABCファミリー・ワールドワイド
ABCファミリー・ワールドワイド（ABC Family Worldwide, Inc.）は、アメリカ合衆国のテレビ番組制作・配給会社。本社はカリフォルニア州バーバンクにある。
ディズニー・エンターテインメント（ディズニー・ゼネラル・エンターテイメント・コンテンツ）の子会社で、家族向けテレビチャンネル、フリーフォームなどを運営している。

## 社名
2001年まではニューズ・コーポレーションとサバン・エンターテイメントの共同経営会社、FOXファミリー・ワールドワイド（Fox Family Worldwide, Inc.）であり、設立当初の社名はFOXキッズ・ワールドワイド（Fox Kids Worldwide, Inc.）。

## 概要
1995年12月、FOXキッズ・ネットワークとサバン・エンターテイメントの合併により、FOXキッズ・ワールドワイド社が設立。合併に際し、サバン社のハイム・サバンはニューズ・コーポレーションのルパート・マードックに共同経営者になることを主張し、ニューズ・コーポレーションとサバン・エンターテイメントの共同経営となった。サバンには合併から5年間の株式買取請求権が与えられた。
ハイム・サバンはカートゥーン ネットワークなどの競合局に対抗する為、ケーブルチャンネルの必要性を主張し、ザ・ファミリー・チャンネルを運営しているインターナショナル・ファミリー・エンターテイメントとの合併を計画。1997年、インターナショナル・ファミリー・エンターテイメントを19億ドルで買収し、1998年5月にFOXファミリー・ワールドワイドに社名変更。
ザ・ファミリー・チャンネルをFOXファミリー・チャンネルと改め、運営を開始するが、子供や10代の若者向けの番組編成が視聴者離れを招き、チャンネルの人気が急落。1999年にフォックス側はFOXファミリーに2500万ドルの融資を行ったこともあり、2000年のフォックス・エンターテイメント・グループの株主総会でルパート・マードックはFOXファミリーに対し「失望した」と述べている。
2000年12月、ハイム・サバンは合併時の契約に基づいて保有しているFOXファミリー・ワールドワイドの株式の買い取りをFOX側に要求。交渉の結果、マードックとサバンは会社の売却を決め、2001年7月にウォルト・ディズニー・カンパニーのCEOマイケル・アイズナーと契約を結び、同年10月24日にディズニーに53億ドルで売却された。
売却後、ABCテレビジョン・グループが運営を開始し、現社名に変更された。

## 過去の関連企業
サバン・エンターテイメント
テレビ番組製作会社で、FOXキッズ・ワールドワイドの前身。ディズニーによる買収後、BVSエンターテイメントに変更された。
FOXキッズ・ネットワーク
フォックス放送の子供向け番組放送枠Fox Kidsを運営していた企業で、FOXキッズ・ワールドワイドの前身。ディズニーにより買収後、新たに設立された放送枠ジェティックスの前身となった。
FOXキッズ・インターナショナル
1996年設立、南米・ヨーロッパなど51カ国で衛星放送局を開局した。ディズニーによる買収後、ジェティックスに変更された後、2009年にディズニーXDに変更された。
The Fox Kids Web Net
2000年に設立された子ども向けネット広告営業部門。